# Tegalrejo (Bayat)
Tegalrejo is een bestuurslaag in het regentschap Klaten van de provincie Midden-Java, Indonesië. Tegalrejo telt 2854 inwoners (volkstelling 2010).